# Colentina (Bucarest)
Colentina és un barri de Bucarest dins del Sector 2 al nord-est de la capital de Romania. Està situat al voltant del Bulevard del mateix nom. Segons l'etimologia local el mot Colentina és un derivat del romanès "colea-n-tină" (en català allà, al fang), en ser aquesta la resposta donada per Matei Basarab, quan algú li va preguntar pel lloc on havia derrotat a l'exèrcit turc otomà. Originàriament poble, fou integrat a la ciutat com a barri el 1939. Fins la segona meitat del segle xviii, l'àrea estava formada per boscos.
Per aquest barri transcorre el riu del mateix nom i es poden trobar uns quants llacs. El Bulevard Colentina que passa pel mig del barri és una de les principals vies de comunicació de Bucarest, ja que connecta la part centrals de la capital amb les zones del seu extraradi.